# Serge Guillen
Serge Guillen (ur. 8 kwietnia 1960) – francuski lekkoatleta specjalizujący się w długich biegach płotkarskich. 

## Sukcesy sportowe
W 1979 r. zdobył w Bydgoszczy brązowy medal mistrzostw Europy juniorów w biegu na 400 metrów przez płotki (z czasem 51,44, za Georgiosem Vamvakasem i Siergiejem Cziżykowem). 
W latach 1981 oraz 1982 dwukrotnie zdobył tytuły mistrza Francji w biegu na 400 metrów przez płotki.

## Rekordy życiowe
- bieg na 400 metrów przez płotki – 50,07 – Ateny 06/09/1982